# Les Négresses Vertes

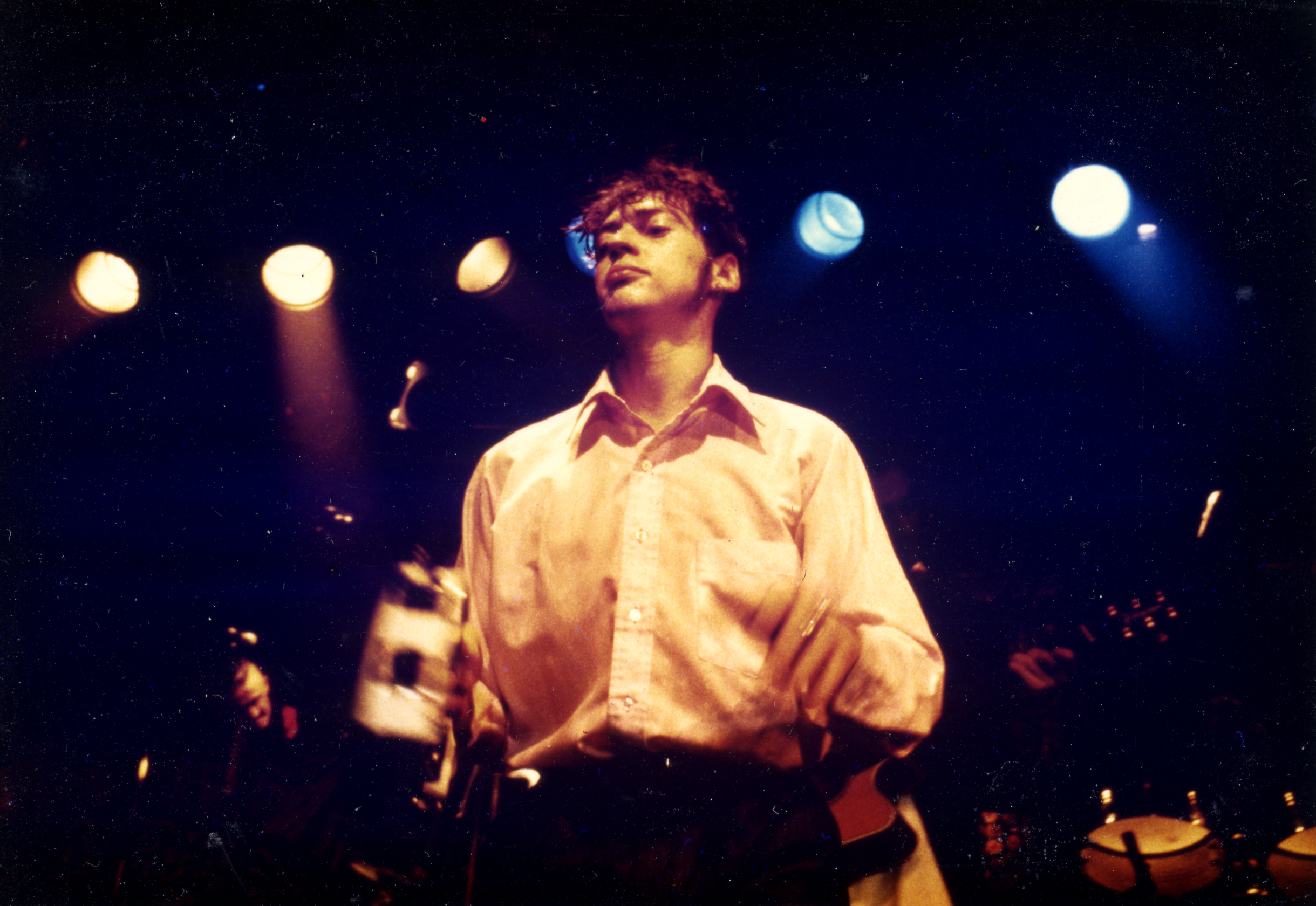
Les Négresses Vertes im Club Quattro in Udagawa-chō, Shibuya-ku, Tokyo, Japan, 1990

Les Négresses Vertes (zu dt.: die grünen Negerinnen) ist eine französische Musikgruppe, die dem Genre Weltmusik zuzuordnen ist. Insbesondere der algerische Raï beeinflusste die Band.

## Geschichte der Band
Vor der Gründung der Band hatten die meisten Mitglieder Erfahrungen als Straßenmusiker gemacht. 1987 fanden sich die Musiker bei Les Maitres zusammen, aus denen kurz darauf Les Négresses Vertes entstanden. Ihre aus zahlreichen Stilrichtungen gemischte Musik versahen sie mit teils recht politischen Texten, die zumeist vom charismatischen Frontmann Noel "Helno" Rota stammten. Die erste Studioaufnahme der Gruppe erfolgte auf dem Kleinstlabel Off the Track des Schotten Peter Murray. „200 Ans D'Hypocrisie“ erschien auf einem Sampler zur 200-Jahr-Feier der Französischen Revolution und war die französische Variante des Beitrags der Sex Pistols zum Krönungsjubiläum der britischen Königin 1977.
1989 veröffentlichte die Band das erste Album „Mlah“, was im arabischen Nordafrika alles ist gut bedeutet, im Vordergrund der Musik stand Canaveses Akkordeon. Das Album wurde ebenfalls auf Off the Track veröffentlicht, es verkaufte sich über 500.000 Mal und machte die Gruppe europaweit bekannt. Bei ihren Auftritten erschienen die Bandmitglieder meist in bunten Gewändern und Kostümen, die während des Konzertes mehrfach gewechselt wurden, und führten neben den Songs auch Zirkusnummern auf. Binnen kurzer Zeit genoss die Band in Frankreich Kultstatus.
Ihre einzige englischsprachige Plattenaufnahme entstand 1990. Auf dem Cole-Porter-Tribut-Album Red Hot + Blue zugunsten der AIDS-Hilfe interpretierten sie den Evergreen I love Paris. 1991 folgt mit „Famille Nombreuse“ das zweite Album und gleichzeitig der kommerzielle Höhepunkt ihrer Karriere. War die Band auf der ersten Platte von einem vierstimmigen Chor begleitet worden, so bestand die elfköpfige Truppe auf dem zweiten Album aus den acht Stammmusikern und drei weiteren Percussionisten. Helnos traurige Texte von gescheiterten Existenzen standen in erstaunlichem Kontrast zur fröhlichen, lebhaften Folk-Punk-Mischung der Musik. Die Single-Auskopplung „Sous le soleil de Bodega“ platzierte sich in der französischen Hitparade.
Am 22. Januar 1993 starb Helno im Alter von 29 Jahren an einer Überdosis Heroin. Sein Tod bedeutete aber nicht das Ende der Band, die verbliebenen vier Gründungsmitglieder teilten die Gesangsparts unter sich auf, bei Konzerten rückte Stéfane Mellino stärker in die Bühnenmitte. Verstärkt um die mittlerweile fest zur Band gehörende Iza Mellino produzierten die nun noch fünf Négresses Vertes das Album „Zig Zague“, das 1994 als Hommage an den verstorbenen Frontmann erschien. Das von Rupert Hine produzierte Album war stark von lateinamerikanischer Musik geprägt. Es folgte eine zweijährige Tournee, die auf dem Livealbum „Green Bus“ dokumentiert ist. Namensgeber für das Live-Album war der alte grüne Mercedes, der der Gruppe in ihrer Anfangszeit als Tourneebus gedient hatte.
1999 erschien mit „Trabendo“ ein ehrgeiziges Projekt, in dem die Band verschiedene Musikstile des Mittelmeerraums mit elektronischen Klängen kombinierte, der britische Musikproduzent Howie B steuerte die elektronischen Samples bei. Auf der anschließenden Tour präsentierten sie neue und alte Lieder in akustischem Gewand und neuen Arrangements. Das funkige Material erschien im Oktober 2001 auch als Album. 2002 erschien das bisher letzte Album als „Best of“ mit dem Titel: Le Grand Déballage 2002.

## Stil
Die Gruppe verfolgte von Anfang an das Konzept, viele Stile miteinander zu mischen. Zu den europäischen Einflüssen aus Polka, Walzer, Chanson, Flamenco, Folk wurden lateinamerikanische Musikrichtungen, sowie Ska und Raï hinzugefügt. Alle Musikinstrumente wurden von Beginn an akustisch gespielt, also ohne elektronische Hilfsmittel, wobei das Resultat in seiner Punk-Attitüde an die Stilmelange der Pogues erinnerte, nur dass hier anstelle der anglo-irischen Einflüsse die französischen und nordafrikanischen Musikstile vorherrschend waren.

## Diskografie

### Alben
- Mlah (1989, FR: Gold)[3]
- Famille Nombreuse (1991, FR: ×2Doppelgold )
- 10 Remixes (1993)
- An Aperitif (1994)
- Zig-Zague (1994)
- Green Bus (1996), live
- Trabendo (1999)
- Acoustic Clubbing (2001)
- Le grand déballage (Best of) (2002)
- À l'affiche (Best of) (2006)

### Singles
- Il (1989)
- Zobi La Mouche (1989)
- Voilà L’été (1989)
- Famille Heureuse (1991)
- Hou! Mamma Mia (1992)
- Sous Le soleil de bodega (1992)
- Après La pluie (1994)
- Mambo Show (1994)
- A Quoi Bon (1995)
- Easy Girls (1999)
- Leila (1999)
- Spank/Abuela (2000)